# 上海教育电视台

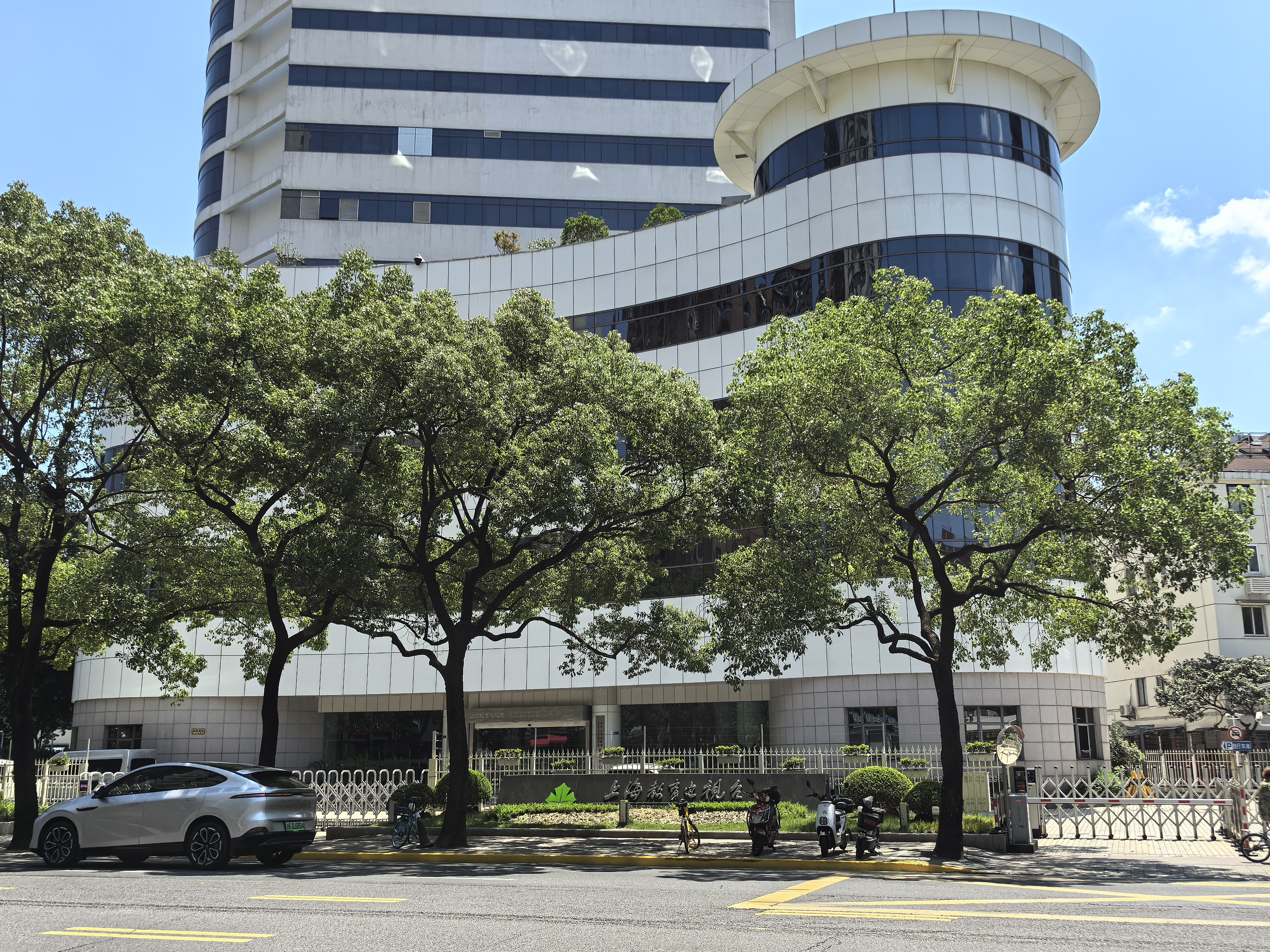
位于大连路的上海教育电视台总部

上海教育电视台，简称上海教视、上海教育台、SETV，是一家总部设在上海的教育电视台，1994年2月27日正式开播，隶属于上海开放大学，现任台长为孙向彤。频道播出范围为上海全市，全天共播出节目20小时。频道的台徽是“绿叶”，绿叶也是教育台的精神。

## 节目
由于为教育类电视台，因此该台娱乐与影视节目不多，以社教类节目为主，亦会播出电视剧和纪录片。但是，自2014年起，频道再次进行了改版，几乎没有娱乐节目。目前频道除白天部分时段会插播专题广告外，其余时段均不会播出商业广告，因此该频道可以视为半公益频道。

### 现有节目（部分）[6]
- 教视新闻
- 今日房产
- 教育山海经
- 帮女郎
- 绿叶午后剧场
- 光影
- 健康大不同
- 养生堂（购自北京卫视）
- 银龄宝典
- 男生女生向前冲（购自安徽卫视）

### 已停播节目
- 家长
- 特别传真
- 健康热线
- 生命之源
- 招生快讯
- 招考热线
- 家庭装潢指导
- 旅游天地
- 学子
- 世纪讲坛
- 科技超市
- 故事汇
- 娱乐中心
- 音乐风云榜（购自光线传媒）
- 影视风云榜（购自光线传媒）
- 最佳现场（购自光线传媒）
- 娱乐现场（购自光线传媒，现更名为中国娱乐报道）
- 东西动漫社
- 超级访问
- 情感方程式
- 艺术人生
- 巧虎来啦
- 中国好声音解密版（购自浙江卫视）
- 美丽俏佳人（购自东方风行传媒）
- 非常静距离（购自东方风行传媒）
- 夫妻天下
- 大牌生日会（购自深圳卫视）
- 院士礼赞
- 诗情画意
- 一代名师
- 中国名菜典故
- 收藏大观
- 东芝动物乐园（购自北京电视台）

## 主持人
- 徐丽遐
- 德众
- 胡杨
- 周荃
- 宇韬
- 余薇
- 周杰